# Slivnica
Slivnica je naselje u Općini Posedarje,  u Zadarskoj županiji, u Republici Hrvatskoj.

## Uprava
- Ivica Klanac, načelnik Općine Posedarje.[4]
- Leonardo Rončević, pročelnik Jedinstvenog upravnog odjela Općine Posedarje.[5]

## Zemljopis
Slivnica je jedno od površinom većih naselja u Zadarskoj županiji. Raštrkana je nedaleko od obale Velebitskog kanala i mjesta Vinjerca, Posedarja, Jovića, Grgurica, i Gornjeg Poličnika s kojima graniči, te Novigradskog mora, Novskog ždrila i doline rječice Bašćice. Cesta Posedarje – Pag – Lun prema otoku Pagu prolazi kroz Slivnicu, a zaseoke, kojih ima oko 20 spajaju lokalne ceste.
Sjeveroistočni dio naselja zauzima krško Slivničko bilo s najvišim vrhom Oraška (Lergova) gradina, 268 m. Niži dijelovi su u porječju Bašćice koja teče Slivničkim poljem u čijoj su podlozi lapori i pješčenjaci (fliš) prekriveni mladim naplavinama.
Katastarska općina izlazi i na Velebitski kanal gdje je plaža u uvali Bokulja otvorena prema Velebitu. Od voda najznačajnija je rječica Bašćica s pritocima te veći broj izvora i zdenaca koji upućuju na postojanje podzemnih voda.
Graniči s Vinjercom, Grguricama, Posedarjem, Jovićima, Radovinom, Lovincom i Gornjim Poličnikom.

### Dijelovi naselja
Slivnicu čine:
- Gornja Slivnica
  - Bokulja/Zapadni Lerzi
  - Brkljače
  - Brisnica
  - Ćukovići
  - Jukići
  - Juričevići
  - Kalaci/Kalaca Selo
  - Landeke
  - Lerzi
  - Mijolovići Gornji
- Donja Slivnica
  - Brkljače Donje
  - Grgići
  - Kneževići
  - Mijolovići Donji
  - Podgalije/Podastrana
  - Veršići Donji
  - Veršići Gornji
  - Zekići
  - Žunići.[6]

## Klima
Prevladavaju topla ljeta i blage zime. Prostor obilježava i bura koja zna biti vrlo snažna s olujnim udarima.
Prosječne temperature srpnja su 24,5 °C a siječnja 6,5 °C. Padne oko 950 mm padalina godišnje. Snijeg u prosjeku pada svake 3 godine.

## Galerija
- Plaža Bokulja
- Slivnica zimi
- Glavna cesta prema Pagu

## Stanovništvo
Prema popisu stanovništva iz 2011. Slivnica je imala ukupno 834 stanovnika. Stanovništvo je živjelo u 275 kućanstava, a u naselju je bilo 416 stanova.
Prosječno kućanstvo imalo je 2,9 stanovnika (1991. godine 3,7 kada je bilo 289 kućanstava). Naselje obilježavaju napuštanje poljoprivrede, smanjenje broja stanovnika, kućanstava, iseljavanje i postupna urbanizacija. Velik broj Slivničana odselio je u Zadar, Rijeku i inozemstvo. Najveći broj stanovnika zabilježen je 1961. godine, kada je u naselju živjelo 1228 ljudi. 
Po narodnosti su Slivničani mahom Hrvati.[nedostaje izvor]
| broj stanovnika | 431   | 313   | 448   | 444   | 484   | 636   | 520   | 762   | 1035  | 1136  | 1228  | 1193  | 1119  | 1061  | 876   | 834   | 785   |
|                 | 1857. | 1869. | 1880. | 1890. | 1900. | 1910. | 1921. | 1931. | 1948. | 1953. | 1961. | 1971. | 1981. | 1991. | 2001. | 2011. | 2021. |

## Uprava
Do 1806. Slivnica je pripadala općini Novigrad, zatim 1806. – 1811., u vrijeme francuske uprave, Općini Posedarje, zatim opet do 1945. općini Novigrad. U razdoblju 1952. – 1953. bila je dio općine Vinejrac, a 1953. – 1962. općine Posedarje. Od 1962. do 1992. pripala je općini Zadar. Od 1993. dio je općine Posedarje, a čine je 2 mjesna odbora s pripadajućim dijelovima naselja (zaseocima) pa otud i imena Gornja i Donja Slivnica.

## Povijest
Prostor Slivnice naseljen je od starijega kamenog doba, a postoje i tragovi iz mlađeg kamenog te bakrenog doba. Gusto naseljeno u doba Liburna i Rimljana. Na brežuljcima oko sela ostatci triju liburnskih gradina (Gradina od Bokulje, Mijolovića gradina i Lergova/Oraška gradina). Najveća je u željeznom dobu i u vrijeme rimske uprave bila Oraška gradina s utvrdom koja je nadzirala Velebitski kanal i naselja s obje njegove strane te velik dio Ravnih kotara.
Rimljani su stare Liburne romanizirali, a dolaskom Hrvata prevladali su hrvatski jezik i hrvatski rodovsko-plemenski ustroj. Slivničku župu okupljalo je staro svetište s crkvom Sv. Kuzmana i Damjana, u granicama Ninske biskupije. U pisanim izvorima Slivnica se spominje 1301. i 1389., a spominju se i starija selišta koja su činila srednjovjekovnu hrvatsku Slivnicu: Poričane, Bašćica, Rakita, Zidine, Podzidine, Kamenjane, Mundići, Maljine i drugi. Slivnica je jedno od najstarijih naselja nekadašnjeg srednjovjekovnog novigradskog distrikta. U srednjem vijeku pripadala je (istočni dio) hrvatskim knezovima krbavskim Kurjakovićima, tj. njihovom ogranku Posedarskima, a zapadni dio zadarskoj vlasteli.
Uvođenjem mletačke uprave na hrvatskom Jadranu početkom 15. stoljeća, Slivnica je velikim dijelom pripala obitelji Venier, a kasnije obitelji Licini. S Vinjercom (Kaštel Slivnice, Kaštel Rimanić, Kaštel Venier) bila je kršćanska predstraža na granici s Osmanskim Carstvom koje se proširilo u Hrvate (R. kotari) u prvoj polovici 16. stoljeća. Osmanlije ju nisu mogli osvojiti, iako su to često pokušavali, zbog čega je stanovništvo bilo u stalnoj opasnosti.
U 19. stoljeću zapadni dio kupili su Kneževići i Veršići iz Vinjerca, a istočni je bio u vlasništvu knezova Benja-Posedarskih iz Zadra. Početkom 19. stoljeća, zajednička župa Vinjerac-Slivnica preustrojena je u samostalne župe Vinjerac, Slivnica i Seline, koje su ukinućem Ninske biskupije pripale Dekanatu Ražanac u Zadarskoj nadbiskupiji. Sredinom 19. stoljeća kroz Slivnicu je izgrađena stara cesta iz Zadra preko Poličnika i Slivnice do Vinjerca. Jedan izvor vode, nazvan Slivnica, podno Oraške gradine, dao je ime selu.

## Župna crkva sv. Kuzme i Damjana
Pokraj Lokve bila je podignuta u crkva koja se vremenom pokazala neodgovarajućom i neupotrebljivom te je 1845. crkvenim sredstvima i suradnjom mještana obnovljena te podignuta dva metra očuvavši prijašnje dimenzije. Župa sv. Kuzme i Damjana ustanovljena je oko 1759. godine, a u istoj je djelovala bratovština sv. Kuzme i Damjana. Svoju feštu mjesto slavi 27. rujna.

## Spomenici i znamenitosti
- Župna crkva sv. Kuzme i Damljana
- Gradina kod zaljeva Bokulja (prema Jovićima)
- Mijolovića gradina (južno od Gradine kod Bokulje), opasana suhozidnim bedemima od neobrađenog vapnenca
- Oraška/Lergova gradina s ostacima suhozidnih kućica

## Gospodarstvo
Stanovništvo se bavi stočarstvom, posebice po kamenjarskim pašnjacima Gornje Slivnice, poljodjelstvom (u polju uz Bašćicu, ali i na drugim površinama), turizmom, lovom i poduzetništvo, a znatan dio mještana čine pomorci.

## Obrazovanje
Do polovice 20. stoljeća Slivničani su pohađali osnovnu školu u Vinjercu, a tada je počela s radom osmogodišnja škola koja je postupnim opadanjem broja djece ukinuta koncem 70-tih godina 20. stoljeća.
Otada djeluju dvoje područne škole u sustavu Osnovne škole »Braća Ribar« Posedarje koje pohađaju učenici od prvog do četvrtog razreda osnovne škole: Područna škola Slivnica Gornja i Područna škola Slivnica Donja.

## Kultura
Spomenici kulture su pretpovijesne liburnske gradine i grobni humci, kameni zdenci i ostatci ruralne arhitekture u više zaselaka. Župna crkva sv. Kuzme i Damjana obnovljena je 1845. godine. Neprekinuti niz župnika poznat je od 1769. godine. Crkva je ponovno obnovljena i produžena 1988. godine. Jednobrodna je sa sakristijom; glavni oltar sa svetohraništem i drvenim kipovima sv. Kuzme i Damjana; kameni oltar prema puku; na postoljima uza zid drveni kipovi Gospe od Zdravlja i sv. Josipa; kamena škropionica i zvonik s dva zvona.
Sačuvano je pučko (glagoljaško) pjevanje dijelova mise i nekoliko drugih napjeva.
Od 2000. godine djeluje i kulturno-umjetničko društvo koje nosi ime "KUD Sv.Kuzman i Damjan – Slivnica", a njeguje tradiciju pjesme i plesa slivničkoga kraja.

## Šport
- MNK Kadulja Slivnica[8]
- Futsal Klub Slivnica[9]
- BK Slivnica[9]